# Шипингпорт (Пенсилванија)
Шипингпорт (енгл. Shippingport) град је у америчкој савезној држави Пенсилванија.

## Демографија
По попису из 2010. године број становника је 214, што је 23 (-9,7%) становника мање него 2000. године.
| Група             | 2000.        | 2010.       |
| Белци             | 237 (100,0%) | 202 (94,4%) |
| Афроамериканци    | 0 (0,0%)     | 3 (1,4%)    |
| Азијати           | 0 (0,0%)     | 0 (0,0%)    |
| Хиспаноамериканци | 0 (0,0%)     | 0 (0,0%)    |
| Укупно            | 237          | 214         |